# Перальта Асурдия, Энрике
Альфре́до Энри́ке Пера́льта Асурди́я (исп. Alfredo Enrique Peralta Azurdia; 17 июня 1908 — 18 февраля 1997) — президент Гватемалы в 1963—1966 годах.
Пришёл к власти в результате переворота в 1963 году, свергнув Идигораса Фуэнтеса и был главой правительства до 1966 года. При нём в стране продолжала набирать обороты гражданская война, начавшаяся в 1960 году. В 1966 году в результате выборов передал власть Мендесу Монтенегро.
В годы его правления развернулись масштабные репрессии против левых, в том числе партизанских движений.